# Hockenheimring Baden-Württemberg

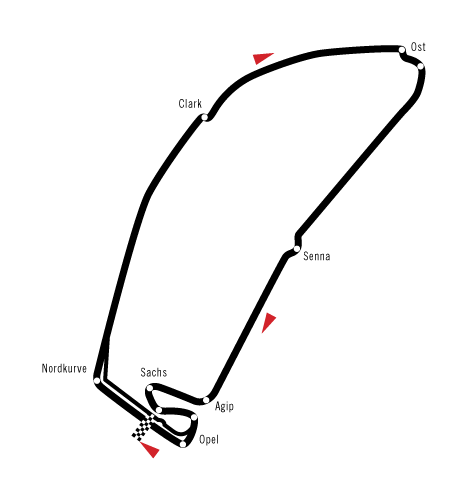
Het circuit voor 2002

De Hockenheimring Baden-Württemberg (sinds 2002, vroeger Hockenheimring, Kurpfalzring) is een racecircuit nabij de stad Hockenheim.

## Geschiedenis
Het circuit werd aangelegd in 1932. Het was toen 12 km lang en had een driehoekige vorm; het parcours was niet verhard. De baan werd gebruikt als testcircuit voor Mercedes-Benz. Bij de openingsrace in mei 1932 kwamen 45.000 toeschouwers kijken. In 1938 werd het circuit 7,69 km verkort en tot 1947 werd het de Kurpfalzring genoemd. Er werden in die tijd ook motoren van de NSU getest.

### Vanaf 1960
Door de aanleg van Bundesautobahn 6 werd het circuit in tweeën gesplitst. Daarom werd het nogmaals ingekort tot 6,789 km. Er werd ook een speciale kortere racebaan aangelegd van 2,638 km voor de Formule 1 en het Wereldkampioenschap wegrace. Op 7 april 1968 kwam Formule 1-wereldkampioen Jim Clark om het leven door een botsing tussen zijn Formule 2-auto en een boom. Daarop werden bandenmuren en chicanes aangelegd. De meest noordelijke chicane werd naar Jim Clark genoemd. Gedurende deze periode was het een hogesnelheidscircuit. Samen met Monza was het een van de snelste Formule 1-races op de kalender.

### Verbouwing 2002
In 2002 werd er een dragracebaan aangelegd en een nieuwe tribune. Ook werd het hele circuit verbouwd tot zijn huidige vorm. Het gehele project werd uitgevoerd door Hermann Tilke. De verbouwing kostte in totaal 62 miljoen euro en omdat de deelstaat Baden-Württemberg financieel garant stond heet het circuit sinds 2002 officieel Hockenheimring Baden-Württemberg. De nieuwe baan is 4,574 km lang. De verbouwing van het circuit werd gedaan om Formule 1-auto's meer inhaalkansen te geven en de snelheid te verlagen. 

Het circuit in 1932 (grijs) en 1938 (zwart)
Het circuit in 1938 (grijs) en 1966 (zwart)
Het circuit in 1970
Het circuit in 1982
Het circuit in 1992
Het circuit in 1994 (grijs) en 2002 (zwart)

## Externe link

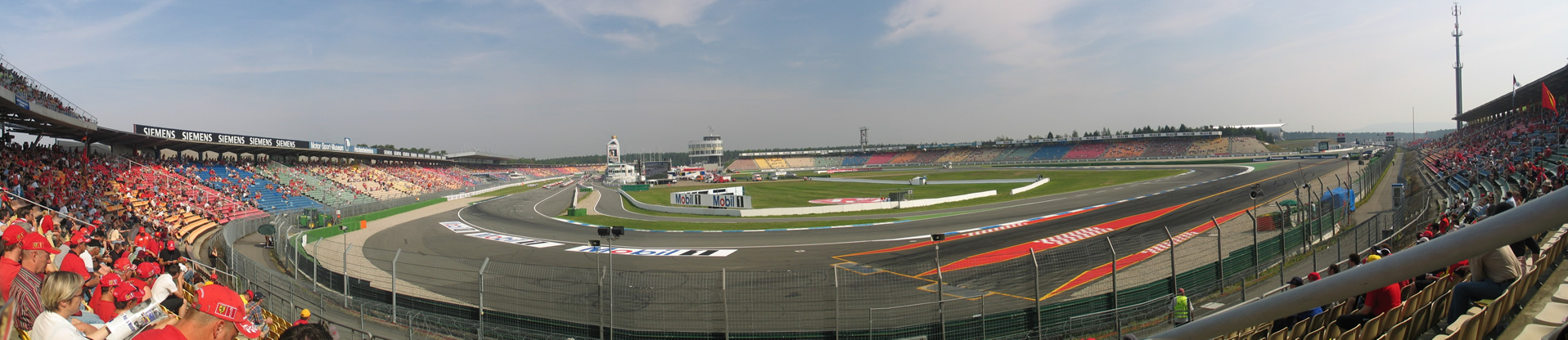
De Hockenheimring in 2004 gezien vanuit de "Südkurve". Het lange rechte stuk is te zien aan de linkerkant, rechts de dragrace baan.